# Orosmya appennina
Orosmya appennina är en tvåvingeart som beskrevs av Camillo Rondani 1856. Orosmya appennina ingår i släktet Orosmya och familjen småharkrankar. Inga underarter finns listade i Catalogue of Life.